# 心のカルテ
『心のカルテ』（原題: To the Bone）は、2017年にアメリカ合衆国で公開されたドラマ映画である。監督はマーティ・ノクソン、主演はリリー・コリンズとキアヌ・リーブスが務めた。なお、本作はノクソンの映画監督デビュー作である。
一般劇場公開はされず、ネットフリックスにより世界各国で配信が行われている。

## ストーリー
20歳のエレンは拒食症に苦しみ様々な治療を受けていたが、一向に回復する兆しが見えなかった。ついには、大学での生活に順応できずに中退し、エレンは実家に帰ることとなった。多忙な父親がエリの面倒を見ることを嫌がったため、エレンのサポートは義母のスーザンが一人で引き受けることとなった。スーザンがメンタルケアの専門家であるベッカム医師に助言を仰いだところ、医師は「自分のプログラムに参加すれば良い」と言ってきた。エレンは参加をためらったが、妹の説得を受けて参加する決意を固めた。
エレンは6人の患者たちが共同生活を送っている施設に住むこととなった。施設内でのモラル啓発活動に勤しむルークは、ただ一人の男性であり、エレンに並々ならぬ関心を示した。ルークはエレンがかつてネット上に投稿していた芸術作品のファンだったのである。
ベッカム医師による家族療法のセッションにエレンの父親は姿を見せなかった。セッションの中で、エレンの複雑な生育環境が整理されていくことになった。エレンは1歳半になるまで実の母親（ジュディ）と暮らしていたが、彼女は娘を見捨てて駆け落ちしたのである。また、エレンがTumblrに投稿した作品がきっかけで、ある少女が自殺してしまったという話も、家族全員に共有されることとなった。セッション終了後、エレンは少しでも状態が改善するように努力すると宣言したが、体重は減り続ける一方だった。
状況を好転させたいエレンは他の患者たちとの交流を重ね、心機一転を図るべく名前をイーライに改めた。順調に見えたイーライの生活は突如として崩壊した。何と、ルークが突然告白してきた上にキスまでしてきたのである。パニックに陥ったイーライは告白を断った。イーライの精神状態が不安定になった矢先、彼女は患者の一人であるミーガンの暗い過去を知ることとなった。ミーガンは妊娠12週を迎えたとき、子供に何の影響もないだろうと確信して「食べて吐く」を再開してしまい、それが原因で流産してしまったのである。極度の鬱状態に陥ったイーライは施設から脱走することにした。イーライが出ていこうとしているのを見たルークは必死で彼女を説得し始めた。ルークは「膝を痛めた俺はもうダンサーとして生きていけない。何か夢中になれるものが必要なんだ。俺にとって、それは君なんだ。」と力説したが、イーライはそれを無視して施設を後にした。
体重減少のために死にかけていたイーライは、何を思ったのかジュディの元へ向かった。ジュディはイーライの拒食症の原因がマタニティブルーにあったのではないかと考え、模擬授乳をすればイーライも何かを食べることができるようになると主張した。突拍子もないアイデアであることは疑いようがなかったが、他に選択肢がない2人は模擬授乳に最後の望みを託すことにした。

## キャスト
※括弧内は日本語吹替
- エレン（イーライ） - リリー・コリンズ（田中晶子）
- ウィリアム・ベッカム医師 - キアヌ・リーブス（森川智之）
- スーザン - キャリー・プレストン（英語版）（幸田直子）： エレンの義理の母。
- ジュディ - リリ・テイラー（新田万紀子）： エレンの実の母親。
- ルーク - アレックス・シャープ（武藤正史）： 拒食症患者。
- ケリー - リアナ・リベラト（武田華）： エレンの義妹。
- オリーブ - ブルック・スミス（岡田恵）： ジュディの恋人。
- ミーガン - レスリー・ビブ（松井茜）： 拒食症患者。
- アナ - キャスリン・プレスコット（笹本菜津枝）： 過食症患者。
- トレイシー - シアラ・クイン・ブラヴォ（ふしだりほ）： 過食症患者。
- パール - マヤ・エシェト（英語版）（高宮彩織）： 拒食症患者。
- ケンドラ - リンゼイ・マクダウェル（花藤蓮）： 過食症患者。
- ロボ - レッタ（英語版）（岡本嘉子）： 看護師。
- カレン - アラナ・ユーバック（長尾歩）
- ローザ - ジョアンナ・サンチェス（渡辺ゆかり）
- ジャック - ドン・O・ノウルトン（三瓶雄樹）

日本語版スタッフ：演出：百瀬浩二、翻訳：高橋結花、録音・調整：郡司哲也、日本語版制作：BTI Studios／グロービジョン

## 製作
2016年3月、リリー・コリンズが拒食症の女性を主人公とした映画で主演を務めるとの報道があった。29日、キアヌ・リーブスとキャリー・プレストンが本作に出演すると報じられた。4月4日、AMBIグループが本作に出資すると発表した。同日、リリ・テイラー、アレックス・シャープ、ブルック・スミス、リアナ・リベラトらが本作に出演することになったと報じられた。11日、シアラ・ブラヴォの出演が決まった。
2016年3月下旬、本作の主要撮影がロサンゼルスで始まった。

## 公開
2017年1月22日、本作は国内映画ドラマ部門に出品されていたサンダンス映画祭でプレミアを迎えた。同月中にネットフリックスが本作の配給権を800万ドルで購入した。4月、ネットフリックスは同年7月14日に本作を全世界同時配信すると発表した。

## 評価
本作は概ね好意的な評価を受けたが、リリー・コリンズの演技は特に高い評価を受けている。映画批評集積サイトのRotten Tomatoesには50件のレビューがあり、批評家支持率は68%、平均点は10点満点で6.5点となっている。サイト側による批評家の見解の要約は「『心のカルテ』は種々の問題に共感的かつ洞察力のある視線を向けている。それは主演のリリー・コリンズの天晴れな演技によるものである。」となっている。また、Metacriticには14件のレビューがあり、加重平均値は64/100となっている。